# Серкал (Кадавал)
Серкал (порт. Cercal; МФА: [sɨɾ.ˈkaɫ]) — парафія в Португалії, у муніципалітеті Кадавал. Розташована в західній частині країни, на теренах історичної португальської провінції Ештремадура. Входить до складу округу Лісабон. За адміністративним поділом, чинним до 1976 року, терени парафії були складовою провінції Ештремадура. Належить до Лісабонського патріархату Католицької церкви. Патрон — святий Вікентій. Площа — 20,3274 км². Населення — 560 ос. (2011). Слабо урбанізований регіон. Густота населення — 27,55 осіб/км²
. Код — 110403.

## Населення
| Кількість мешканців | Кількість мешканців | Кількість мешканців | Кількість мешканців | Кількість мешканців | Кількість мешканців | Кількість мешканців | Кількість мешканців | Кількість мешканців | Кількість мешканців | Кількість мешканців | Кількість мешканців | Кількість мешканців | Кількість мешканців | Кількість мешканців |
| ------------------- | ------------------- | ------------------- | ------------------- | ------------------- | ------------------- | ------------------- | ------------------- | ------------------- | ------------------- | ------------------- | ------------------- | ------------------- | ------------------- | ------------------- |
| 1864                | 1878                | 1890                | 1900                | 1911                | 1920                | 1930                | 1940                | 1950                | 1960                | 1970                | 1981                | 1991                | 2001                | 2011                |
| 513                 | 504                 | 523                 | 498                 | 554                 | 611                 | 689                 | 753                 | 800                 | 774                 | 611                 | 626                 | 531                 | 534                 | 560                 |